# Anna Sundstrand
Anna Maria Karolina Sundstrand, född 22 februari 1989 i Stockholm, är en svensk sångerska. Hon var en av de ursprungliga medlemmarna i den svenska popgruppen Play.

## Biografi
Anna Sundstrand började dansa när hon var fyra år gammal och gick på Sway Dance School i Stockholm tillsammans med sin bandkompis Anaïs Lameche. Sundstrand ombads att gå med i Play av gruppens manager, Laila Bagge, som upptäckte Sundstrand på hennes dansskola. Hon var den första medlemmen i gruppen. Mellan 2005 och 2006 var Sundstrand tillbaka i studion där hon arbetade med att spela in sitt debutsoloalbum och spelade in två sololåtar, "Say It Again" och "Press Rewind".
I november 2022 meddelade hon födelsen av sitt första barn för fansen på sin Instagram-sida.

## Diskografi
- 2006 – "Say It Again"
- 2006 – "Press Rewind"
- 2006 – "If Only", med Chris Trousdale
- 2010 – "Brand New Me"[2]